# In weiter Ferne, so nah!
In weiter Ferne, so nah! is een Duitse dramafilm en fantasyfilm uit 1993 onder regie van Wim Wenders. Het is het vervolg op Der Himmel über Berlin.

## Verhaal
Vanuit de hemel nemen de engelen Cassiel en Raphaela het leven waar van de Berlijners. Cassiel verlangt ernaar om het lot van de mens te kunnen veranderen. Als engel is hij daar echter niet toe in staat. Wanneer een jong meisje van het balkon valt, besluit hij naar de aarde te gaan om haar leven te redden. Zo wijzigt hij voor één keer de werkelijkheid in plaats van aldoor te observeren.

## Rolverdeling
| Acteur                 | Personage              |
| ---------------------- | ---------------------- |
| Otto Sander            | Cassiel                |
| Bruno Ganz             | Damiel                 |
| Michail Gorbatsjov     | Gast                   |
| Nastassja Kinski       | Raphaela               |
| Martin Olbertz         | Sterbender             |
| Aline Krajewski        | Raissa                 |
| Monika Hansen          | Hanna / Gertrud Becker |
| Rüdiger Vogler         | Phillip Winter         |
| Heinz Rühmann          | Konrad                 |
| Tilmann Vierzig        | Jonge Konrad           |
| Hanns Zischler         | Dr. Becker             |
| Antonia Westphal       | Jonge Hanna            |
| Ingo Schmitz           | Anton Becker           |
| Günter Meisner         | Vervalser              |
| Sascha Wohlatz         | Jongere                |
| Lasse Lehmann          | Jongere                |
| Marcel Jelinski        | Jongere                |
| Nils Schildhauer       | Jongere                |
| Patrick Winz           | Jongere                |
| Benjamin Winz          | Jongere                |
| Camilla Pontabry       | Doria                  |
| Solveig Dommartin      | Marion                 |
| Frédéric Darié         | Maurice                |
| Jean-Marie Rase        | Jules                  |
| Lajos Kovács           | Lali                   |
| Bruno Krief            | Paul                   |
| Armance Brown          | Paula                  |
| Henri Alekan           | Kapitein               |
| Peter Falk             | Zichzelf               |
| Hugues Delforge        | Les Elastonautes       |
| Claude Poncelet        | Les Elastonautes       |
| Susanne Jansen         | Vrouw in de galerie    |
| Bob Rutman             | Kunstenaar             |
| Yella Rottländer       | Winters Engel          |
| Alexander Hauff        | Taxichauffeur          |
| Horst Buchholz         | Tony Baker             |
| Andrzej Pieczynski     | Czomsky                |
| Natan Fjodorovski      | Rus                    |
| Ronald Nitschke        | Patzke                 |
| Louis Cochet           | Louis                  |
| Lou Reed               | Zichzelf               |
| Willem Dafoe           | Emit Flesti            |
| Johanna Penski         | Bloemenmeisje          |
| Steffi Hiller          | Passant                |
| Eberhard Knappe        | Passant                |
| Shefqet Namani         | Dopjesspeler           |
| Klaus-Jürgen Steinmann | Politieagent           |
| Matthias Zelic         | Verkäufer              |
| Nadja Engel            | Vrouw met de oorvijg   |
| Daniela Nasimcova      | Engel                  |
| Gunter Kelm            | Museumbewaker          |
| Heinz-Peter Graubaum   | Museumbewaker          |
| Claude Lergenmüller    | André                  |
| Melanie Pontabry       | Melanie                |
| Alfred Sczczot         | Grumpy                 |
| Udo Samel              | Veiligheidsagent       |
| Gerd Wameling          | Veiligheidsagent       |